# Родітіс
Роді́тіс, Рогдітіс, Коккінара — стародавній грецький винний сорт винограду. 
Кущі сильнорослі. Листя велике, глибоко-розітнуте, п'ятилопатеве, знизу покрите щетинистим опушуванням. Виїмка черешка відкрита, неправильної стрілчастої форми. Квітка двостатева. Кетяги від середніх до великих, циліндроконічні, середньощільні. Ягоди середні і великі, овальні, рожеві або червоні. Стійкість сорту винограду до оїдіуму слабка.